# Сидур, Вадим Абрамович
Вади́м Абра́мович Сиду́р (28 июня 1924, Екатеринослав — 26 июня 1986, Москва) — советский художник и скульптор, авангардист (по собственному выражению Сидура, его позднее творчество относится к течению «Гроб-арт»). Участник Великой Отечественной войны. За свою жизнь создал более 500 скульптур, около тысячи гравюр и рисунков, также писал стихи и прозу.

## Биография
Родился 28 июня 1924 года в Екатеринославе в семье Абрама Яковлевича Сидура (1898—1972) и Зинаиды Ивановны Андриановой (1898—1970). Зинаида Ивановна работала преподавателем английского языка в школе, Абрам Яковлевич, экономист, работал на руководящих должностях. Одним из наиболее запомнившихся воспоминаний детства были события, связанные с Голодомором 1932—1933 годов. В частности, в своём автобиографическом произведении «Памятник современному состоянию» Вадим Сидур упоминает о массовой смертности от голода в сёлах, о случаях трупоедства и каннибализма, о питании суррогатами. Также он рассказывает о работе системы Торгсина. В частности, его мать обменяла серебряную ложку на килограмм муки в этом магазине в Днепропетровске. Вадим учился в средней школе № 33. В школьные годы занимался лепкой, выжиганием и рисованием, посещал художественный кружок при Дворце пионеров, но мечтал стать врачом. К началу Великой Отечественной войны он окончил девятый класс, вместе с родителями эвакуировался на Кубань, там работал в колхозе. Вторично Сидуры эвакуировались в Сталинабад, где Вадим работал токарем по металлу, там же он окончил среднюю школу.

### Великая Отечественная война
В 1942 году Вадим Сидур был призван в армию и направлен в Кушку, в Первое Туркестанское пулемётное училище. По завершении учёбы в 1943 году на 3-м Украинском фронте в звании гвардии младшего лейтенанта командовал пулемётным взводом, вступил в партию.
Пути войны, как известно, неисповедимы. И когда восемнадцатилетним младшим лейтенантом, командиром пулемётного взвода я дошёл до своего родного города и своей улицы, то уже от угла увидел, что от дома, где я родился и вырос, не осталось ничего. Только печная труба торчала как новаторский памятник моему детству и юности. ❬…❭ Потом я был убит на войне.
В марте 1944 года в селе Латовка, в бою под Кривым Рогом, был тяжело ранен. Сидура спасли восемнадцатилетняя Саша Крюкова и её мама. Из рассказа Александры Крюковой:

…Мама с солдатами принесла ещё одного раненого. Вместо лица — сплошная рана, одно мясо. Говорить не мог. Я догадалась, дала ему бумагу, карандаш. Он написал — Вадим Сидур. Приспособилась через трубочку кормить Вадима. Чуть-чуть отошёл, а тут новая напасть — начали гноиться раны. Боже, как он страдал, какие страшные боли терпел! Решили с мамой: надо везти Вадима в госпиталь. Приехали в Кривой Рог, а там всё разрушено, ни одной целой больницы. Пришлось везти в Днепропетровск — это от нас полторы сотни вёрст по разбитым дорогам в весеннюю распутицу… В январе 45-го пришло письмо от Вадима. Боже, как я обрадовалась, что он жив!
Демобилизован как инвалид II группы в звании гвардии старшего лейтенанта, награждён орденами Отечественной войны 1-й и 2-й степени и боевыми медалями. Осенью 1944 года в Сталинабаде поступил в Медицинский институт, но проучился там лишь один год. Избрав для себя профессию скульптора, он в 1945 году переехал в Москву, где продолжил своё лечение. Осенью 1945 года поступил в Высшее художественно-промышленное училище на факультет монументальной и декоративной скульптуры, окончил обучение в 1953 году.

### После войны
Дипломная работа Сидура была принята только со второго раза, после переделки, и с заниженной на балл оценкой («четвёрка» вместо «пятёрки»), так как высота его композиции «Мир» в два раза превышала требуемую высоту в один метр. По завершении учёбы занимался скульптурой и книжной иллюстрацией. С 1954 года Сидур сотрудничал со скульпторами Владимиром Лемпортом и Николаем Силисом (они вместе учились в Строгановке). Бывшие однокашники образовали творческое содружество «ЛеСС», чтобы работать в одной мастерской. Вместе они участвовали в резонансной III выставке молодых московских художников (1956). Однако со временем пришло понимание того, что и в творчестве, и в жизни у каждого из них свой путь. Содружество с Лемпортом и Силисом распалось в 1961 году, а в 1968 году Лемпорт и Силис ушли из мастерской на Комсомольском проспекте.
В 1961 году Сидур пережил тяжёлый инфаркт, после которого некоторое время не мог заниматься скульптурой (ему было физически сложно справляться с тяжёлым камнем и металлом), вследствие чего сконцентрировался на графике.

### 1960-е — 1970-е годы
Сидур постоянно сталкивался с официальным неприятием своих работ, ему в вину ставили склонность к формализму и пацифизму. Тем не менее художник выполнял заказы на городскую декоративную скульптуру и частные заказы на надгробия, подрабатывал до 1972 года иллюстрированием книг. С его иллюстрациями вышли книги Анатолия Аграновского «Столкновение» (1966), Александра Борина «Случай 99-й» и «Нужен привереда», поэтические сборники Юрия Левитанского «Кинематограф» (1970) и Юнны Мориц «Лоза» (1970) и многие другие издания. Писал стихи и прозу, имевшие хождение в самиздате и печатавшиеся на Западе.
При жизни он не имел возможности выставлять свои работы в СССР, за рубежом он обрёл известность гораздо раньше, чем на родине. Осенью 1970 года скульптор познакомился со славистом из ФРГ Карлом Аймермахером. Аймермахер ещё до поездки в СССР был знаком с произведениями Сидура по фотографиям, которые видел в Праге у журналиста Зденека Айса, и они произвели на него неизгладимое впечатление. Лично познакомиться со скульптором Аймермахеру предоставилась возможность во время поездки в СССР через славистку Инну Бернштейн, хорошо знавшую Сидура и его жену. Знакомство переросло в многолетнюю дружбу.

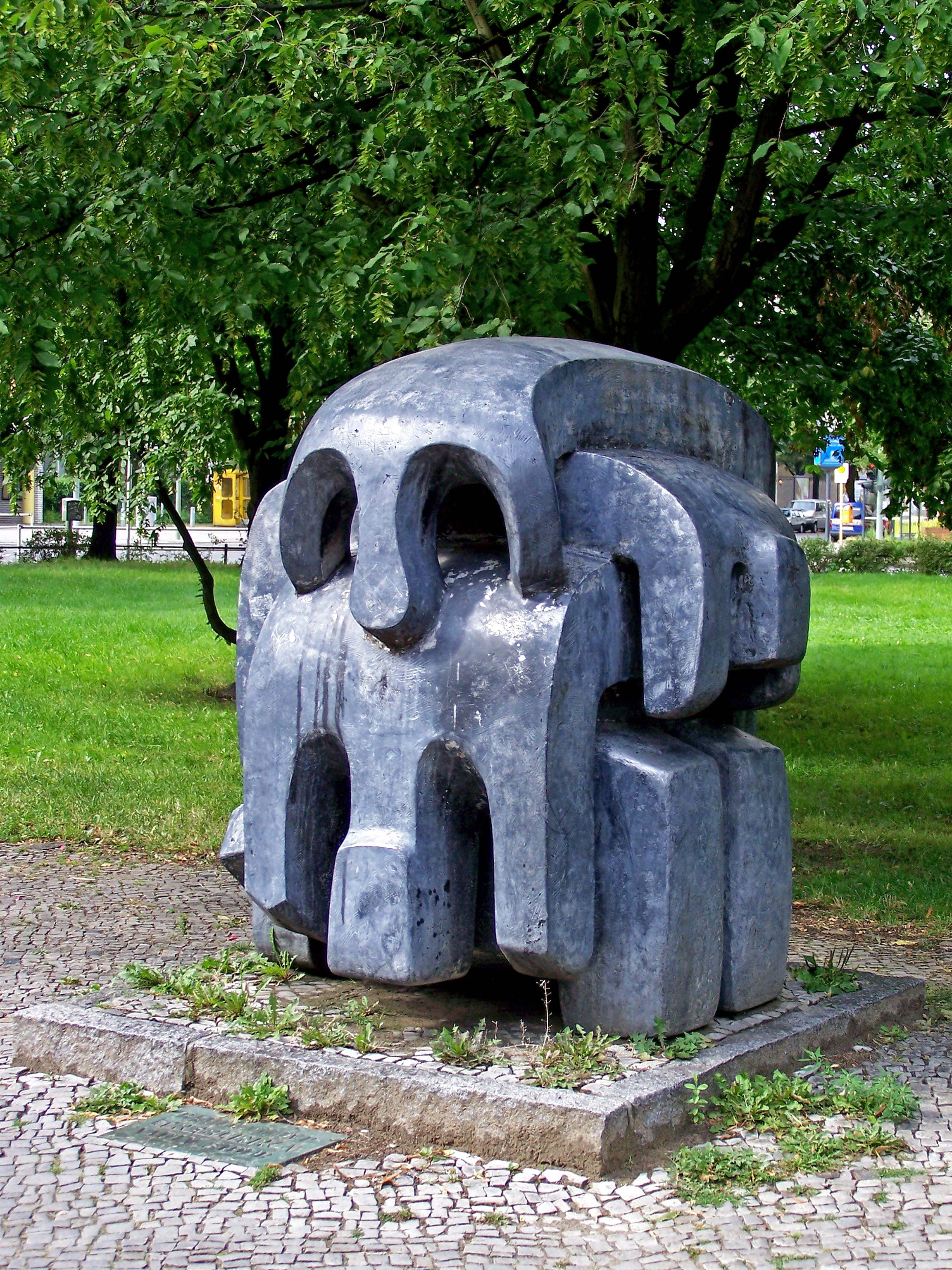
Треблинка, Берлин
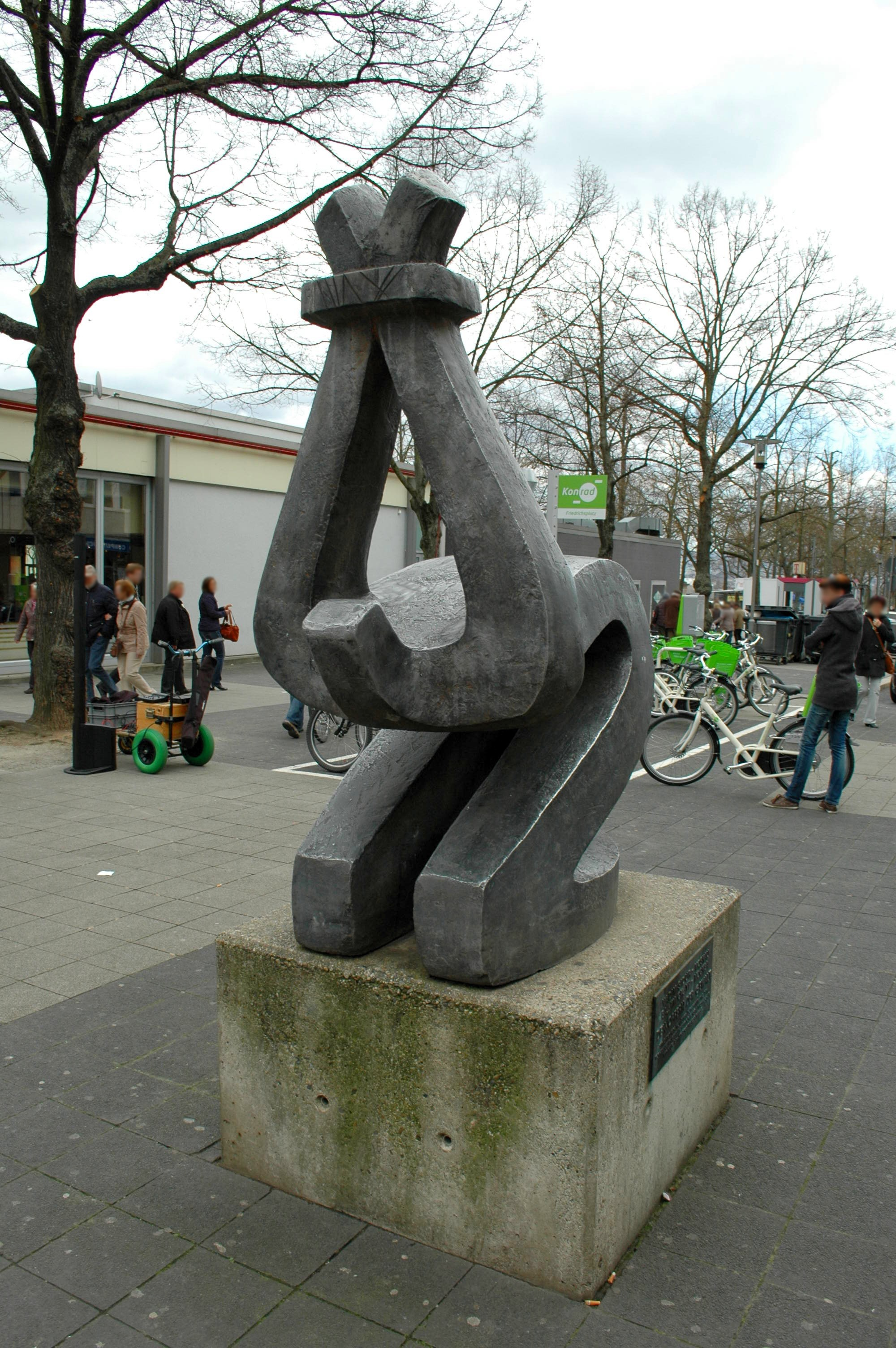
Погибшим от насилия, Кассель
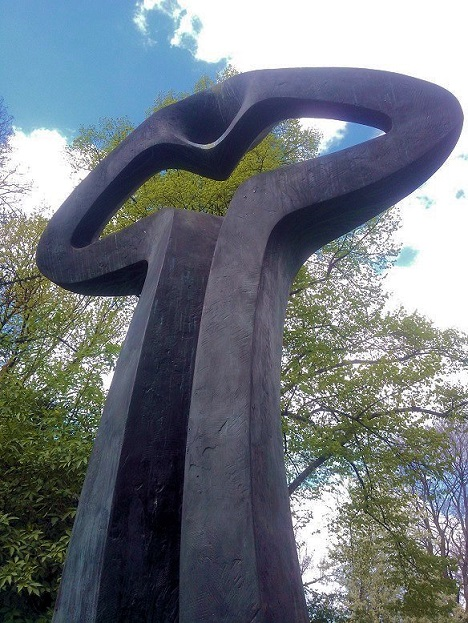
Взывающий, Дюссельдорф
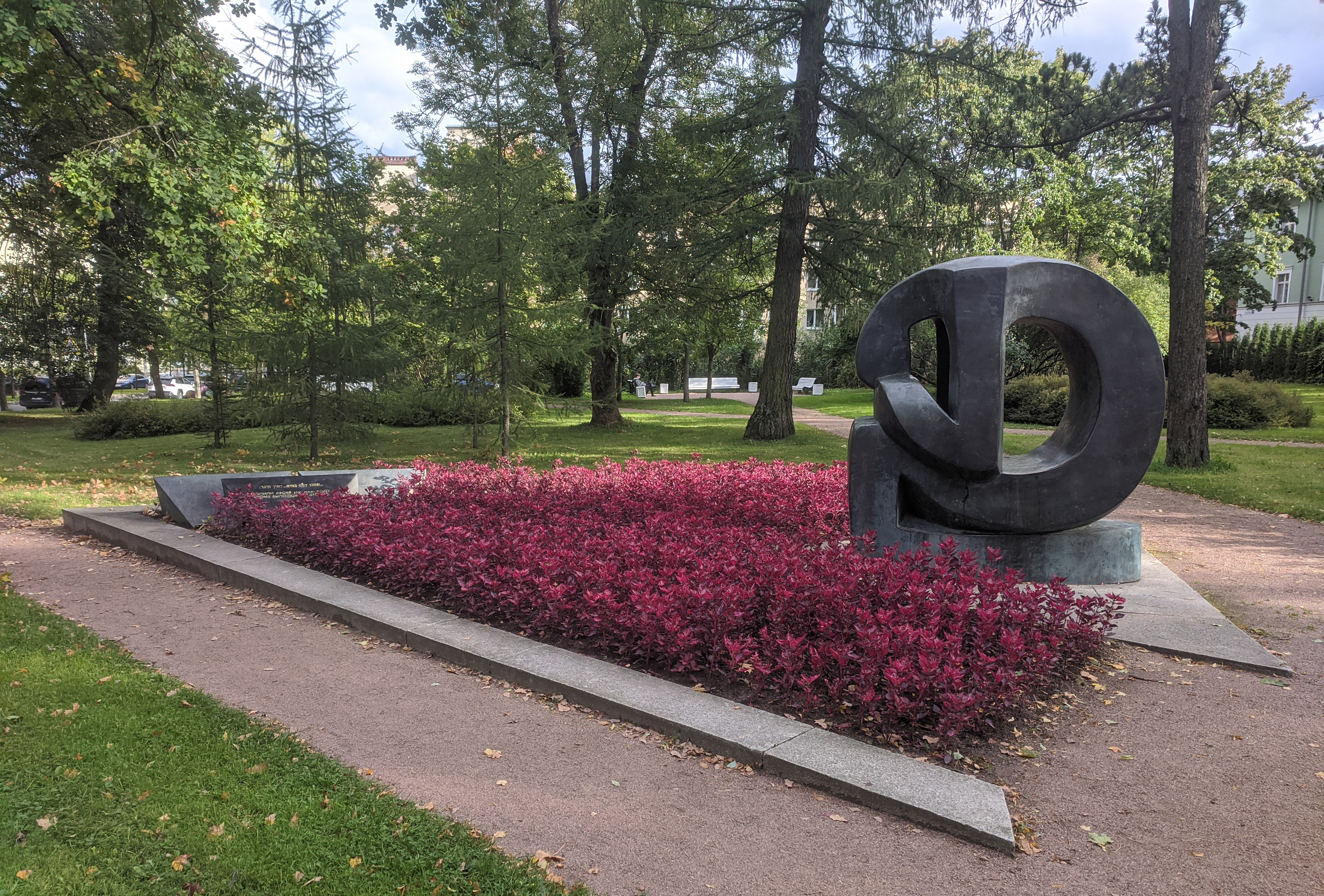
Формула скорби, Пушкин

Аймермахер стал активным пропагандистом работ Сидура за рубежом, выступая с лекциями, устраивая выставки и экскурсии, писал работы, посвященные его творчеству, деятельно участвовал в издании книг о Сидуре. Первая выставка его работ была организована Аймермахером в год их знакомства в швейцарском Фрауенфельде. За пределами СССР состоялось более 30 выставок, из них около двадцати были организованы Аймермахером. Скульптуры по моделям Сидура установлены в Германии — «Памятник погибшим от насилия» (Кассель, 1974), «Памятник современному состоянию» (Констанц, 1974), «Треблинка» (Западный Берлин, 1979), «Взывающий» (Хофгартен, Дюссельдорф), в США — «Голова Эйнштейна» и другие. Кроме того, в Мюнхене появились скульптурные портреты Эйнштейна, которые были отлиты по гипсовой модели Сидура 1967 года. Первая монография о Вадиме Сидуре вышла за рубежом в 1972 году, её автор — австралийский искусствовед Саша Гришин (англ. Sasha Grishin).
Известность Сидура за границей и то обстоятельство, что его мастерскую посещало много иностранцев, обратили на скульптора внимание советских спецслужб. В прессе появились материалы, где Сидур обвинялся в формализме. Сначала, в 1972 году, его лишили возможности зарабатывать иллюстрированием, и Сидуру пришлось брать заказы на надгробные памятники. Вскоре Сидура исключили из КПСС, а следующим шагом со стороны властей должно было стать его исключение из Союза художников, что повлекло бы за собой потерю мастерской. Однако в 1974 году власти переключились на борьбу с художниками — организаторами и участниками Бульдозерной выставки. После разгрома выставки нонконформистам, ради улучшения имиджа СССР за рубежом, была предоставлена относительная свобода.
Наиболее известные работы художника — «Раненый» (1963), «Отчаяние» (1963), «Памятник погибшим от насилия» (1965), «Бабий Яр» (1966), «Треблинка» (1966), «Формула скорби» (1972), цикл «Женское начало» (1977), «Взывающий» (1985).

Могила Сидура на Переделкинском кладбище

Скульптор перенёс второй инфаркт в 1984 году, третий стал для него последним. Вадим Сидур умер 26 июня 1986 года. Похоронен на Переделкинском кладбище.

## Семья
Жена (с 1957) — Юлия Львовна Сидур (Нельская) (1940—2006) — преподаватель французского языка, классный руководитель в московской специальной средней школе № 18. С 1972 года оставила преподавание и работала помощником мужа до его смерти. Последующие годы посвятила сохранению и популяризации наследия Сидура.
Дети:
- Михаил (1955—2010) — переводчик, художественный критик, автор монографии о В. Сидуре, директор Московского государственного музея Вадима Сидура;
- Дмитрий (р. 1975) — адвокат

Внуки:
- Вадим (р. 2006)
- Василий (р. 2009)
- Пётр (р. 2013)

## Творчество
Сам Сидур делил свою жизнь на четыре этапа — первый, детский, когда желание стать художником ещё не было им осознано. Толчком к принятию решения послужило ранение на войне. На втором этапе, чтобы стать скульптором, он стремился «делать, как настоящие художники». Третий, длившийся примерно до середины 1950-х годов, — годы учёбы и первые годы после её завершения — когда Сидур получал классическое художественное образование и работал пока ещё в границах традиции. Уже «внутри третьего этапа» зарождается четвёртый — творчество самостоятельного художника, разработка и совершенствование собственного стиля.
В работах Вадима Сидура объединились две тенденции — идеи, приведшие к появлению на рубеже XIX и XX веков искусства модерна, и особенности «второй волны» искусства СССР конца 1950-х годов. Как в начале XX века в дискуссии с классическим реализмом рождался модерн, так и в конце 1950-х годов новое советское искусство развивалось в полемике с соцреализмом «социально-педагогической» направленности (Аймермахер). Сидур стал одним из создателей «второй волны» нового искусства, но его путь был путём мастера-одиночки, не подверженного внешним влияниям. Он не был осведомлён о новейших направлениях ни отечественного, ни зарубежного искусства и работал совершенно самостоятельно.
Питательной средой для Сидура-художника стал его собственный жизненный опыт и повседневная жизнь окружающих его людей. Война, ранение, утрата здоровья, уход близких, упадок духа, обретение семейного счастья, всё, через что прошёл он сам, нашло отражение в его произведениях, привело к обретению его собственного изобразительного языка, глубоко личного, но и одновременно всечеловеческого. Опыт индивидуума претворился в прочувствование проблем общечеловеческих, вопросов, которые ставит жизнь перед современниками — это стало содержанием искусства Сидура, объектом изучения, таким образом художник влился в процесс эволюции сознания настоящего времени.
Не примыкая ни к реализму, ни к абстракционизму, Сидур не имел официальных заказов, а его творчество обходили стороной критики. За рубежом он стал известен достаточно поздно. Сидур последовательно отстаивал своё право на творческую индивидуальность и сознательно с 1958 года отказывался участвовать в любых коллективных выставках. В России не было проведено ни одной его прижизненной авторской выставки, однако за границей их состоялось свыше тридцати.

### Конец 1950-х годов
Сидур начинал свой творческий путь в годы, когда в системе художественного образования господствовали традиции, сложившиеся в Советском Союзе в конце 1920-х годов, причём между 1946 и 1952 годами наметилась тенденция к усилению их диктата. Однако тогда же в определённых кругах появилось понимание, что рамки, в которые было загнано изобразительное искусство, мешают ему плодотворно воздействовать на общество, скрадывают его воспитательную функцию. Постепенно приходило осознание того, что искусство нуждается в новых средствах выражения и новых темах. Уже начинающим художником Сидур жил и работал по-своему, избрал свой путь, который в сложившихся обстоятельствах вряд ли мог привести к признанию. Новые возможности развития его глубоко индивидуального творчества появились после XX съезда КПСС и с началом постепенного выхода СССР из изоляции. Сидур входил в новые условия жизни, применяя весь свой личный опыт, в том числе опыт прошедшей войны, с пониманием проблем современного советского человека, как проблем общечеловеческого масштаба. Он обращался к тем же вечным темам, что волновали художников всех времён — жизни и смерти, любви и ненависти, войны и мира. Отойти от сиюминутного, мелочного помогало внимательное изучение древних культур — Египта, Греции, Мексики, Ассирии — в студенческие годы Сидур был постоянным посетителем Пушкинского музея, в собрание которого входит коллекция слепков с античной скульптуры.
Хроническое, доходящее до обмороков недоедание в детстве — печально известный голод на Украине, кошмары эвакуации, пережитые им в подростковом возрасте, почти не отличавшаяся от лагерной жизнь в пулемётном училище в Кушке, фронт, ранение, бесконечная череда госпиталей — всё это воспринималось им как норма человеческого существования. По его собственному признанию, в послевоенной Москве он ощущал себя пришельцем с другой планеты.
В области искусства, в том числе пластических искусств, монологическое высказывание художника 1920-х — 1930-х годов, когда зрителю отводилась пассивная роль адресата, получающего какую-то информацию, знание, истину в последней инстанции, сменилось диалогом. Зритель становится самостоятельным, он может подвергать сомнению, критиковать, не принимать — художник вовлекает его в действие. Для Сидура отправной точкой перехода к искусству «диалогическому» стало наличие проблем, которые до того момента замалчивались отечественным изобразительным искусством.
Ещё опираясь на те основы, которое ему дало традиционное художественное образование, он обратился к теме простого человека, не отметившегося какими-либо достижениями, мира, бесконечно далёкого от парадной картины жизни («Люди» (1957), «Чистильщица» (1955), «Слепые» (1957) и другие работы конца пятидесятых годов). В этих камерных работах, выполненных большей частью в керамике и терракоте, отразилось то потрясение, которое испытал молодой художник, вошедший в спокойную мирную жизнь, после ужасов, крови и боли войны и его желание, как у импрессионистов, захватить, передать сиюминутность происходящего, живое впечатление от него.
Однако, так или иначе, воспоминания о ней, ушедшие на дальний план, время от времени прорываются трагической нотой, как в композиции «После войны» (1956), где девушка обнимает возлюбленного без ног и рук.
Вместе с тематикой постепенно изменялись и выразительные средства, формировался индивидуальный стиль скульптора. Уходит грубоватая «монументальность». Фигуры обрисовываются гибкими плавными линиями, лица персонажей смягчаются («Чистильщица», «Женщина с отбойным молотком» (1957), «Люди»). Сидур отходит также от нарратива, обобщает, отказываясь от скрупулёзного перечисления деталей. Появляются серии «голов» («Люди», «Слепые», «Отец Горшков» (1957)), — способ раскрыть неповторимость каждого через наиболее выразительные черты облика. В этих произведениях, ещё остающихся в русле «нормального реализма», уже проявляются ростки нового: если в «Людях» ещё несомненна связь с природной формой, то в «Голове мужчины», «Джазе» (1958), «Флейтистах» (1958) формы всё более абстрагируются. 
Из художников-скульпторов XX века Сидур особенно выделял и высоко ставил Жака Липшица, Осипа Цадкина, Генри Мура и Альберто Джакометти.

### 1960-е — 1970-е годы
Новый этап для Сидура-художника начался с пересмотра положений искусства реализма и вполне определённого стремления к созданию новой системы знаков, собственного языка образов. Пережитый им тяжёлый инфаркт сподвиг его на осмысление плодов раннего этапа творчества. После того, как он вновь вернулся к скульптуре, оставленной на время из-за болезни, одной из наиболее важных тем стала для него тема войны и её последствий («Инвалид» (1962), «Раненый» (1963), «Лопнувшая» (1964)), а также тема зарождения жизни («Связи» (1963), серия «Женское начало» (1965), «Материнство» (1968), «Неразделённая любовь» (1968)). Одновременно Сидур плодотворно работал в области монументальной скульптуры («Треблинка» (1966), «Бабий Яр» (1966), «Памятник погибшим детям» (1968)) и работал над заказами на надгробия (памятники академику Варге (1968), академику Тамму (1969/1973).
По мнению Карла Аймермахера, наиболее показателен для творчества Сидура 1960-х — 1970-х годов переход художника от линейно развивающихся серий скульптур к циклам, имеющим более сложную архитектуру и представляющим более широкие возможности для выражения. Внутри цикла каждая форма индивидуализируется, имея собственное имя (например, в «Женском начале»: «Ева», «Ева со змием», «Мадонна с младенцем», «Лолита»). В то же время в рамках самого цикла их объединяет свойство «женское». Однако цикл не замкнут: скульптор, используя художественные приёмы «округлости, полости, сломы, композиционные линии» (Айхемхаймер), связывает фигуры из цикла с другими своими работами («Она и он», «Семья», «Голова юной девушки»). Коммуникация между отдельными циклами обеспечивается не только формальным сходством, но и общей идеей, смысловым противостоянием и единством. Скульптура «Играющий на балалайке» (1968) связана общей темой (музыка, то, что принадлежит миру) с более ранними «Музыкантами». Голова «Играющего» напоминает головы персонажей «Инвалида» и «Заговора инвалидов» — таким образом он связан со скульптурами военного цикла (оппозиция миру — война, то, что уже в прошлом). Противостояния («война — мир») и ассоциации (есть прошлое, возникает и настоящее (современность)) ведут к более общей теме «смерть — жизнь». Скульптор не предлагает готовых рецептов: зритель самостоятельно ищет решение поставленной задачи.
Наиболее выразительными стали циклы, посвящённые войне и её последствиям — выполненные в алюминии и бронзе «Инвалиды» и «Памятники». Пустоты внутри скульптурных композиций, составленных из изуродованных тел, начинают сами работать как материал, изнутри разрушая, разрывая, уродуя металл.

### «Гроб-Арт»
Закономерным этапом развития системы, созданной художником, стал появившийся в начале 1970-х годах цикл, давший начало новому направлению в творчестве Сидура — «Гроб-Арт». Сам художник называл Гроб-Арт «искусством эпохи равновесия страха», используя термин, которым в западной прессе в то время обозначались годы ядерного противостояния Востока и Запада.
Чтобы рассказать о трагических событиях XX века и предчувствии новых трагедий в будущем, о том, что произойдёт после главной катастрофы, невозможно пользоваться языком Родена. Скульптор, не зная ничего о современном западном искусстве, которое уже прошло путь от «спокойно-повествовательного» высказывания к «современному языку», продолжает формальные поиски «языка своего времени». За отправную точку было принято классическое искусство — древнегреческая скульптура, древнерусская иконопись, полностью же весь путь уложился в полтора десятилетия. Показать «Гроб-планету» и страшное продолжение жизни после разрушения всего уже невозможно было и с помощью традиционных материалов, их скульптор оставил для века XX. По словам самого Сидура, чтобы воплотить в материале «воспоминания о будущем», о жизни после жизни, ему пришлось стать «концептуалистом поневоле». Скульптуры этого цикла создавались из отходов цивилизации, строительного мусора, из того, чем воспользовался и что выбросил человек. Жутковатые создания, уложенные в грубо сколоченные деревянные ящики, вовсе не мертвы — они пытаются выбраться из гробов, чтобы участвовать в новой, страшной жизни.
Одновременно с «Гроб-артом» художник продолжал ранее начатые циклы, выдерживая их стилистику. По его словам, зритель должен был узнавать его работы не по стилю, а по мироощущению.

## «Памятник современному состоянию»
В 1973 году Сидур начал писать сценарий к фильму под названием «Памятник современному состоянию» с подзаголовком «Миф». Эта документальная немая чёрно-белая лента рассказывает о жизни и работе скульптора. Действие происходит в его мастерской, в подвальном помещении дома № 5 на Комсомольском проспекте. Сюжет фильма разворачивается намеренно неторопливо, по стилистике это напоминает фильмы Феллини, тем не менее зритель при просмотре ощущает нарастающую тревогу — чувство, сравнимое с тем, которое испытывают зрители мастерски сработанного детектива. Собственно причины грядущей драмы остаются за кадром. Активными участниками действия становятся произведения скульптора, населяющие его мастерскую, они живут своей отдельной жизнью, не понятной ни зрителю, ни самому их автору. Первоначально повествование складывается из достаточно ясных воспоминаний Скульптора о прошлом, пройденном жизненном пути. Однако по мере развития действия, под влиянием не оставляющей героя мысли о неминуемом конце жизни, сюжет становится «абсурдным и иррациональным» и в то же время подводит зрителя к выводу, что фильм собственно является творческим завещанием главного героя.
«Памятник современному состоянию» снимался в тёмное время суток, в вечерние и ночные часы на любительскую камеру. Оператором фильма был друг и ученик Сидура Олег Киселёв. Отснятая киноплёнка в тайне ото всех проявлялась на киностудии, там же с негатива печатался позитив. Завершённый фильм хранился в мастерской Сидура, при его жизни картину видели только самые близкие друзья. Первый публичный показ состоялся уже после смерти художника на XVI Московском международном кинофестивале. Впоследствии «Памятник современному состоянию» демонстрировался на научной конференции «Вадим Сидур и „другое искусство“», прошедшей в Берлине в 1992 году, в Музее Сидура и на фестивале неигрового кино «Прок».

## Музей Сидура
В 1987 году другу и ученику Сидура, Олегу Киселёву, в то время режиссёру московского «Театра пластической импровизации», как лауреату первой премии Всесоюзного конкурса, было предложено для размещения своего коллектива использовать свободное помещение районного комитета ДОСААФ в районе Перово. Однако оно оказалось мало, к тому же слишком удалено от центра города. Вместо этого было задумано устроить в зале временную экспозицию работ умершего за год до этого Сидура. В условиях начавшейся Перестройки власти района согласились на проведение выставки «Вадим Сидур. Скульптура, живопись, графика», которую подготовили ученики и друзья скульптора. Временная выставка работала с 19 сентября по 13 ноября 1987 года. На следующий год в этом же помещении разместилась уже постоянная экспозиция. С июня 1989 года здесь открылся Музей Вадима Сидура.

## Вандализм в отношении работ Сидура и их юридическое преследование
14 августа 2015 года группа лиц — членов общественного движения «Божья воля», во главе с Дмитрием Цорионовым (Дмитрий Энтео), повредила 4 работы Сидура, находящиеся в Госфонде и представленные на выставке в Манеже.

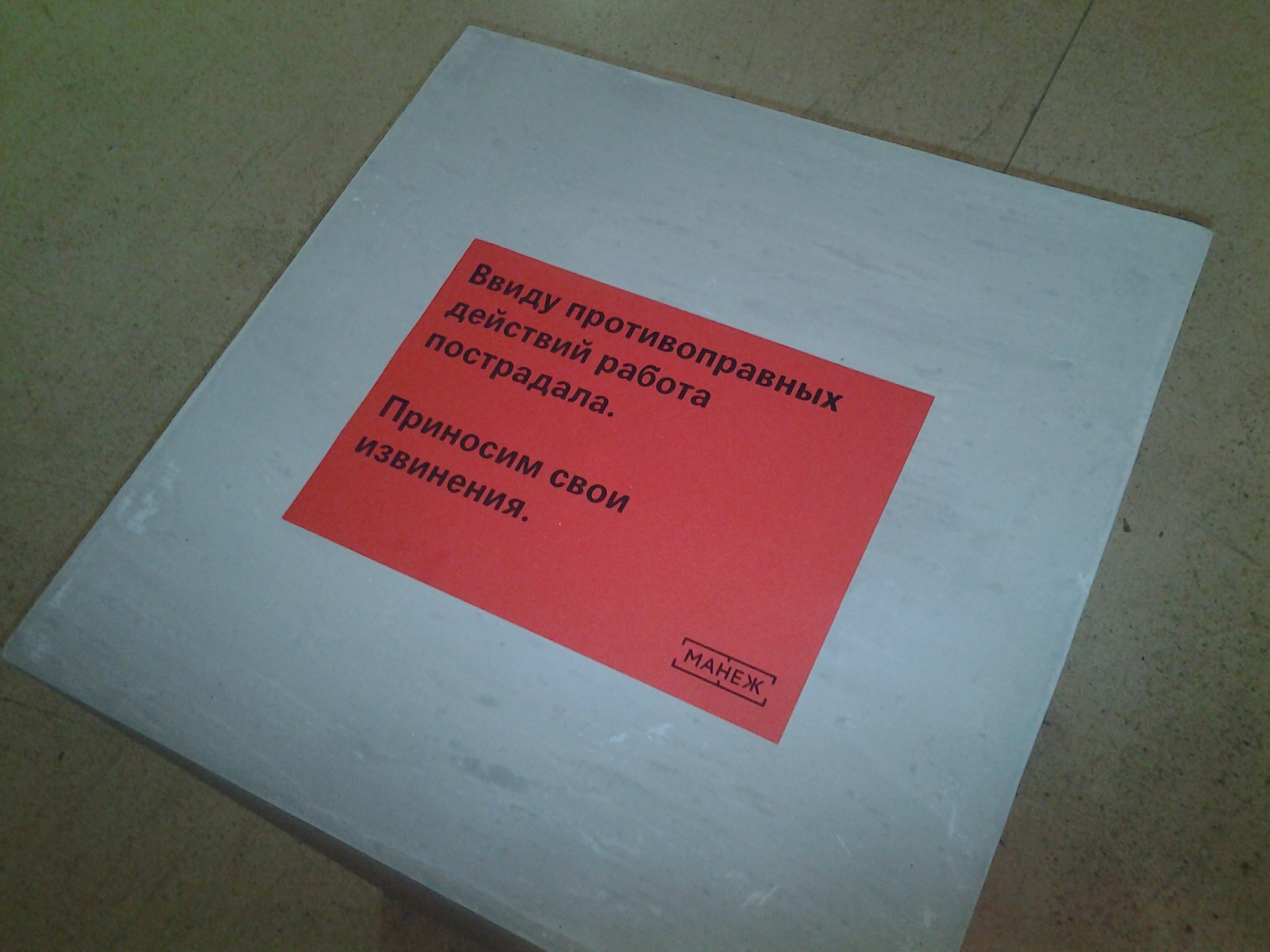
Табличка с тумбы, на которой стоял экспонат, подвергшийся вандализму на выставке в «Манеже»

Члены упомянутой группы объяснили свои действия тем, что выставленные работы оскорбляли религиозные чувства верующих. Их действия вызвали широкое обсуждение в обществе.
26 августа на той же выставке имел место повторный акт вандализма в отношении работы Вадима Сидура, где образ Христа, по мнению вандалов, изображался в кощунственной форме. Она была сорвана со стены и брошена на пол.
Первоначально прокуратура отказалась возбуждать уголовное дело о вандализме в отношении погромщиков, но, впоследствии, уголовное дело об уничтожении культурных ценностей всё же было возбуждено. Одновременно Следственный комитет начал проверку в отношении самой выставки по статье 282 УК РФ («Возбуждение ненависти либо вражды, а равно унижение человеческого достоинства») по факту публичной демонстрации повреждённых работ Сидура.

## Награды
- Орден Отечественной войны 1-й степени (6 ноября 1985);
- Орден Отечественной войны 2-й степени (6 ноября 1947).

## Архив
В Российском государственном архиве литературы и искусства хранится личный фонд Вадима Сидура — это 370 единиц хранения за 1939–2014 гг.
Здесь находятся творческие материалы художника: подлинники и копии рисунков, эскизы и фотографии скульптур. Отдельными разделами выделены записные книжки, письма, черновики, автографы стихотворений и иные рукописи (в их числе — автобиографический роман «Памятник современному состоянию. Миф», который представляет собой подобие дневниковых записей в тетрадях). Другие разделы включают материалы о жизни и творчестве Сидура, его фотографии. Также в фонде представлены материалы Ю.Л. Сидур и их сына Михаила.

### Книги В. Сидура
- Самая счастливая осень: Стихотворения 1983—1986. — М.: 1990. — 160 с.
- Сидур В. Легким пером. М., 1999.
- Памятник современному состоянию: Миф [первая часть]. — М.: Вагриус, 2002. — 512 с. Предисл. М.Сидура. Комм. Г.Сидур. Проза.
- Вадим Сидур: очерк творчества на фоне событий жизни / М. В. Сидур. — М.: Моск. гос. музей В. Сидура, 2004.
- Сидур, Вадим. Ausstellung (1979; Hamburg). Вадим Сидур: Plastik. Graphik: Katalog. — Hamburg, 1979.
- Сидур В. А. [Буклет]. — Москва: Советский художник, 1986.
- Вадим Сидур, 1924—1986: Скульптура / Сост. И. А. Шифрин. — М., 1988.
- Вадим Сидур, 1924—1986: Скульптура. Живопись. Графика. — Москва: Отд. культуры исполкома Перов. райсовета г. Москвы, 1988.

### Книги о В. Сидуре
- Гладков Э. …И создал гроб-арт. — М., 1998.
- Нольде-Лурье, Наталья Львовна. Драма человека в творчестве Вадима Сидура. — Москва: Канон-плюс, 2014.
- Вадим Сидур: Скульптура. Живопись. Графика. Сост.: Г. А. Сидур, М. В. Сидур. — М.: Моск. гос. музей Вадима Сидура: Экспосинтез, 1998.
- Маркин Юрий Петрович. Вадим Сидур. 1924—1986. Скульптура. Графика. М.: БуксМАрт. 2021. 448 с.
- Вадим Сидур. Карл Аймермахер. «О деталях поговорим при свидании…». Переписка / Сост., подгот. текста и коммент. В. Воловникова. — М.: РОССПЭН, 2004.
- Мир Вадима Сидура = Świat Wadima Sidura / Иоанна Мяновска; Высшая пед. шк. в Быдгоще. — Быдгощ: Wydaw. uczelniane WSP, 1999.
- Bäckström, Annika. Vadim Sidur: Skulpturer och mutationer. — Stockholm: Carlssons, Cop. 1989.
- Vadim Sidour: sculpture et graphisme / Musée d’Etat Vadim Sidour, Moscou. — Moscou: Exposynthesis, 1996.
- Sidur: Ausstellung und Symposium «Eine Andere Kunst — Vadim Sidur» vom 13. Juni bis 3. Juli 1992 in Berlin Galerie im Scheunenviertel. — Berlin: Eurocultur Ost, 1992.
- Myths, cycles and the modern condition: the world of the Moscow sculptor Vadim Sidur. — Bochum: Lotman-Inst. for Russ. a. Sov. culture, 2000.
- Verdeckte Dialoge im Kalten Krieg: Materialien zur Rezeption des Moskauer Bildhauers Vadim Sidur im Westen. — Bochum, 1997.
- Vadim Sidur: Plastik/Graphik: catalog of an exhibition held in Hamburg, Sept. 5-Oct. 3, 1979. — Hamburg: Manager Magazin Verlagsgesellschaft, Marketingabteilung, 1979.
- Формула скорби: сб. посвящен открытию памятника евреям — жертвам фашист. геноцида в Пушкине / сост. Г. Фарбер, А. Френкель. — 2-е изд., испр. и доп. — СПб., 1991.

## Комментарии
1. ↑  Большей частью это были фотографии произведений скульптора, его графические работы, предоставленные частными владельцами, и всего четыре оригинальные скульптуры. На выставке, проходившей с 27 ноября по 5 декабря 1971 года экспонировались также работы Эрнста Неизвестного[11].
2. ↑  Область творчества, где художник был совершенно свободен от цензуры. Сам Сидур подчёркивал, что его творчество никогда не имело скандального политического оттенка[14].
3. ↑  Большим потрясением для Сидура, воспитанного в семье убеждённых коммунистов, стало развенчание культа личности Сталина, хотя, по его словам, уже во время «дела врачей» в «его душу закрались первые сомнения»[4].
4. ↑  В этой связи Карл Аймермахер отмечает «Чистильщицу», как работу, знаменующую собой развитие в сторону ограничения формы[28].
5. ↑  Поиск новых форм никогда не был для Сидура самоцелью и обязательно связан с образной составляющей его произведений.
6. ↑  При этом М. Сидур говорит о «параллельности» работы над циклами, тогда как ученица Сидура Н. Нольде-Лурье отмечает, что параллельность предполагает отсутствие пересечений, что неверно в отношении творчества Сидура, где один цикл вырастал из другого.
7. ↑  Сидур так и называл мастерскую — «мой Подвал», причем всегда писал слово с заглавной буквы. Самому подвалу, согласно проекту постройки дома, полагалось стать частью бомбоубежища на случай атомной войны.